# Comuna Rogova, Mehedinți
Rogova este o comună în județul Mehedinți, Oltenia, România, formată din satele Poroinița și Rogova (reședința).
Este situată pe drumul național DN56A la 25 km de orașul Drobeta-Turnu Severin și la 7 km de orașul Vânju Mare.

## Descriere
Comuna Rogova are în administrație satele: Rogova și Poroinița, cu o populație de 1499 locuitori. Suprafața comunei este de 2.320 ha, din care intravilan 320 ha, iar extravilanul de 2.000 ha.
Comuna are un număr de 800 de gospodării individuale cu o primărie, o școală generală de 8 ani și o grădiniță.
Comuna se învecinează cu următoarele localități: Livezile, Vânjuleț, Hinova, Poroina, Vânju Mare, Traian.
Așezată pe malul Blahniței, Rogova este încadrată de dealul Stârmina și pădurea omonimă la vest, de unde se coboară spre localitate șerpuind pe lângă Valea Șentii, de pădurea Bucium la sud-vest, satul Vînjuleț (cartierul Teodoreni) la sud, râul Blahnița, pădurea Lunca Vânjului și orașul Vînju Mare la est, dealul Țiganului, valea Păsăruia și localitatea Traian la est-nord-est, Pârâul Poroinița (Matca), pădurea Poroinița și satul Poroinița la nord-est, Dealul Vârciorova, dealul Coasta lui Raicu și localitatea Poroina Mare la nord-est, punctul La Cazărmi și comuna Livezile la nord.

## Demografie
Componența etnică a comunei Rogova
     Români (90,22%)
     Alte etnii (9,78%)
Componența confesională a comunei Rogova
     Ortodocși (88,86%)
     Alte religii (1,12%)
     Necunoscută (10,02%)
Conform recensământului efectuat în 2021, populația comunei Rogova se ridică la 1.248 de locuitori, în scădere față de recensământul anterior din 2011, când fuseseră înregistrați 1.359 de locuitori. Majoritatea locuitorilor sunt români (90,22%). Din punct de vedere confesional, majoritatea locuitorilor sunt ortodocși (88,86%), iar pentru 10,02% nu se cunoaște apartenența confesională.

## Politică și administrație
Comuna Rogova este administrată de un primar și un consiliu local compus din 9 consilieri. Primarul, Marin Ioana Raluca[*], de la Partidul Social Democrat, este în funcție din 2012. Începând cu alegerile locale din 2024, consiliul local are următoarea componență pe partide politice:
|  | Partid                    | Consilieri | Componența Consiliului | Componența Consiliului | Componența Consiliului | Componența Consiliului | Componența Consiliului | Componența Consiliului | Componența Consiliului |
|  | ------------------------- | ---------- | ---------------------- | ---------------------- | ---------------------- | ---------------------- | ---------------------- | ---------------------- | ---------------------- |
|  | Partidul Social Democrat  | 7          |                        |                        |                        |                        |                        |                        |                        |
|  | Partidul Național Liberal | 1          |                        |                        |                        |                        |                        |                        |                        |
|  | Alianța Dreapta Unită     | 1          |                        |                        |                        |                        |                        |                        |                        |

## Personalități
- Nelu Bălășoiu (1948-2020), cântăreț de muzică populară.
- Dinu Manolache (1955-1998), actor